# Protection de la résidence familiale
La protection la résidence familiale est une institution du droit de la famille québécois qui vise à protéger la résidence familiale des époux pendant le mariage et lors d'un divorce. 
La résidence familiale est l’endroit où la famille habite lorsqu’elle exerce ses principales activités. Le Code civil protège la résidence familiale en prévoyant  que même si un des époux cesse d’habiter la résidence familiale et que l’autre y demeure avec les enfants, celle-ci continuera d’être la résidence principale de la famille (art. 3063 C.c.Q.). La protection touche les meubles du ménage (art. 401 C.c.Q.). Les meubles du ménage sont ceux qui servent à l’usage de la famille, qui garnissent la résidence familiale et qui l’ornent, incluant les tableaux et les œuvres d’art, mais pas les collections. Le terme « famille » inclut les époux sans enfants. 
La protection de la résidence familiale empêche l’un des époux de transporter des meubles hors de la résidence familiale, sous peine de nullité (art. 402 al. 1 C.c.Q.) et de dommages-intérêts (art. 408 C.c.Q.). En vertu de l’art. 401 C.c.Q., la protection de la résidence familiale empêche également l’un des époux d’hypothéquer, d’aliéner à titre onéreux ou d’aliéner à titre gratuit les meubles à l’usage de la famille sans le consentement de l’autre époux. De plus, l’art. 403 C.c.Q. prévoit que lorsque le locateur a été avisé qu’il s’agit de la résidence familiale, l’un des époux ne peut pas céder, sous-louer ou résilier son bail, sous peine de nullité et de dommages-intérêts. En cas de désaccord entre les époux, l’art. 399 C.c.Q. permet à l’époux propriétaire d’obtenir l’autorisation judiciaire pour aliéner un bien de la famille. 
Pour qu’une famille bénéficie pleinement de la protection de la résidence familiale dans un immeuble de moins de cinq logements, il faut inscrire une déclaration de résidence familiale au registre foncier pendant le mariage. S’il n’y a pas de déclaration de résidence familiale, l’époux non propriétaire est tenu de donner son consentement à la vente de la résidence (art. 401 al. 1 C.c.Q.), mais par contre, il ne peut pas demander la nullité (art. 404 al. 2 C.c.Q.). La règle est différente pour les immeubles de cinq logements ou plus, car même s’il y a une déclaration de résidence familiale, l’époux non propriétaire ne peut pas demander la nullité de la vente de l’immeuble de cinq logements ou plus (art. 405 al. 2 C.c.Q.), bien que son consentement soit nécessaire (art. 405 al. 1 C.c.Q.).  